# Авіюд

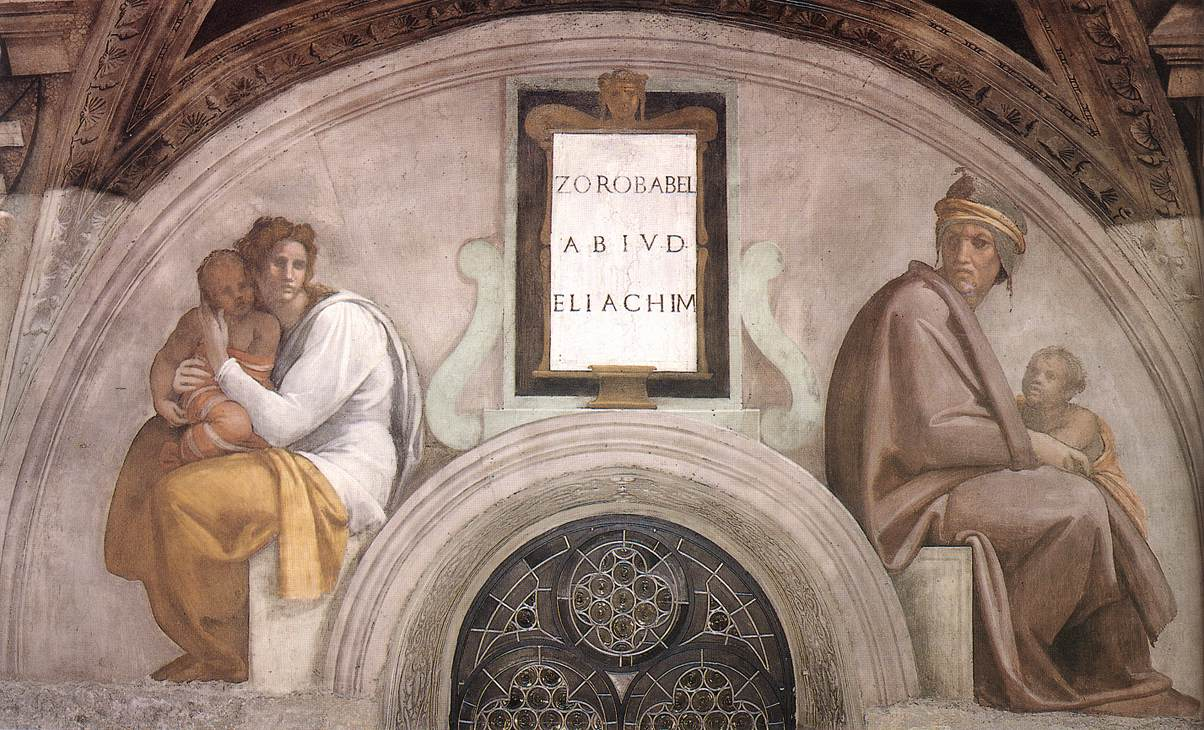
Люнет у Сикстинській капелі з Авіюдом, Зоровавелем та Еліякимом

Авіюд — ім'я двох осіб Біблії.

## Старий Завіт
У Старому Завіті Авіюд — один із синів Бели, сина Веніямина.

## Новий Завіт
У Новому Завіті Авіюд згаданий у Євангелії від Матвія у наведеному Родоводі Ісуса Христа. Авіюд — син Зоровавеля та батько Еліякима.